# Steve Wittman

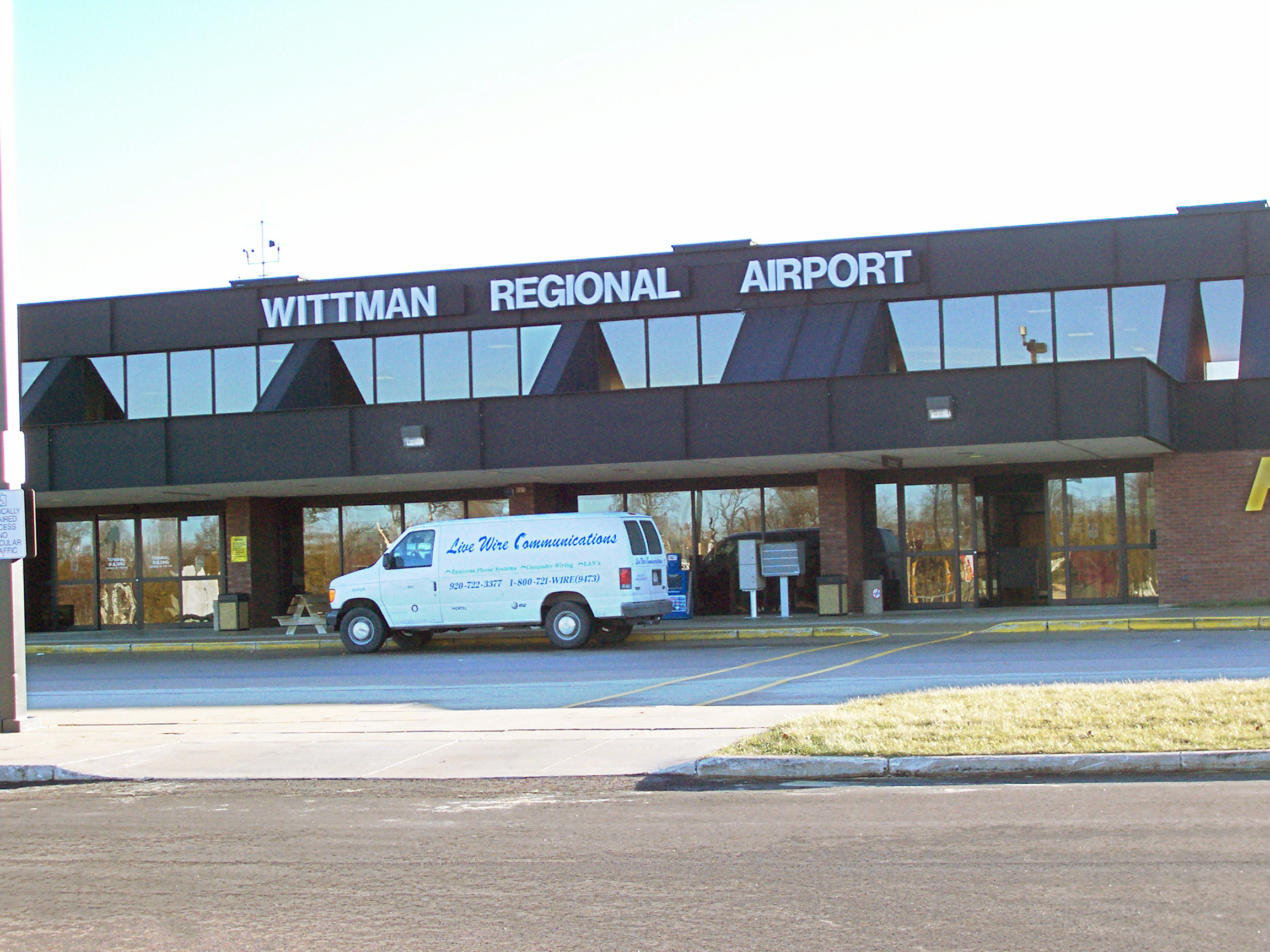
Wittman Regional Airport

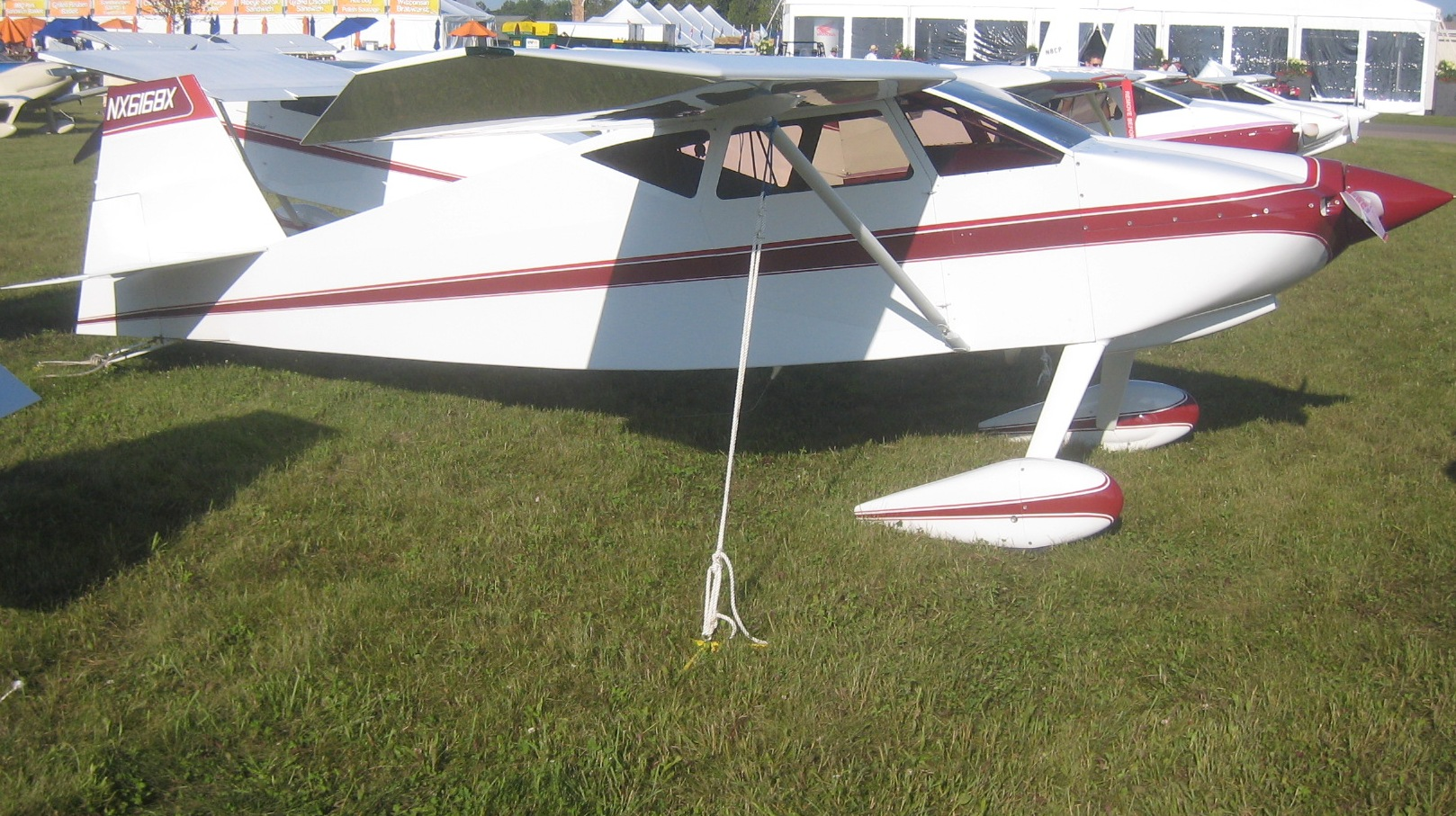
Wittman Tailwind (W-10)

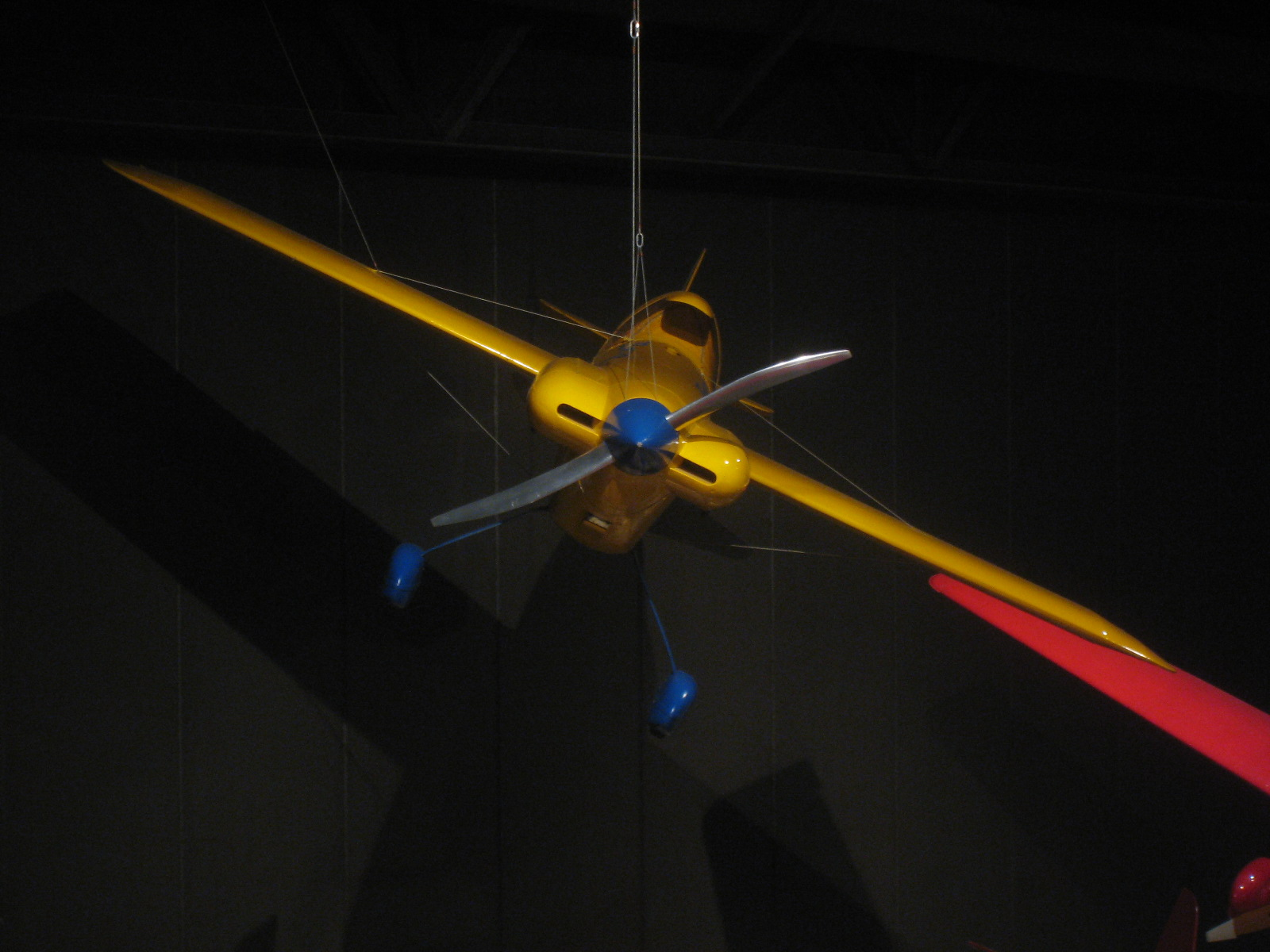
Wittman DFA Racer

Sylvester Joseph "Steve" Wittman (* 5. April 1904 in Byron, Wisconsin; † 27. April 1995 in Stevenson, Alabama) war ein US-amerikanischer Rennpilot und Flugzeugkonstrukteur.

## Leben
Wittman wurde am 5. April 1904 als fünftjüngstes Kind von Martin und Mary Ann Bauer Wittman geboren. Durch eine Krankheit in der Kindheit verlor er den Großteil seiner Sehkraft auf einem Auge, weshalb er in jungen Jahren davon überzeugt war, dass sein Traum vom Fliegen unerreichbar sei. Nichtsdestotrotz lernte er das Fliegen im Jahr 1924 auf einer Standard J-1 und baute Ende des Jahres sein erstes Flugzeug, die von einem Harley-Davidson-Motor angetriebene „Hardley-Abelson“. Von 1925 bis 1927 betrieb er sein eigenes Luftfahrtunternehmen, mit dem er Vergnügungsflüge anbot. In dieser Zeit begann er auch, als Testpilot für die Pheasant Aircraft Company und die Dayton Aircraft Company zu arbeiten. Dort flog er die Pheasant H-10 bei zahlreichen Vorführungen. Des Weiteren startete er in dieser Zeit seine Karriere als Rennpilot. Sein erstes Rennen bestritt er im Jahr 1926 auf seiner J-1 in Milwaukee.
Nach seiner ersten Teilnahme an einem transkontinentalen Luftrennen von New York City nach Los Angeles im Jahr 1928 erlangte er eine medizinische Sonderfreigabe für seine Sehkraft und erhielt seine Pilotenlizenz, die von Orville Wright persönlich unterschrieben wurde.
Danach fuhr er fort, seine eigenen Flugzeuge zu entwerfen, zu bauen und zu fliegen. Darunter waren die Chief Oshkosh aus dem Jahr 1931 und die Bonzo 1934. Mit der Bonzo nahm er zum ersten Mal mit einem selbstentworfenen Flugzeug an einem Rennen teil. Dabei handelte es sich um die Thompson Trophy im Jahr 1935, bei der er den zweiten Platz belegte.
Im Jahr 1937 erreichte er mit seiner Chief Oshkosh den zweiten Platz bei der Greve Trophy. Mit der Bonzo flog er im gleichen Jahr auch bei der Thompson Trophy, die er mit einer durchschnittlichen Geschwindigkeit von 275 mph (443 km/h) 18 Runden von 20 Runden lang anführte als sein Triebwerk begann, unruhig zu laufen und er gezwungen war, das Gas zurückzunehmen, um nicht aus dem Rennen auszuscheiden. Schließlich flog er als Fünfter ins Ziel. Im Jahr 1938 wurde ihm die Louis-Blériot-Medaille für besondere Verdienste in der Luftfahrt von der Fédération Aéronautique Internationale verliehen.
Ebenfalls 1937 entwickelte und baute Wittman die Wittman Buttercup, einen Schulterdecker, der die damals gängigen Flugzeuge ausstechen sollte. Auf Basis dieser Maschine baute er 1945 die Wittman Big X und die beliebte Serie von Flugzeugbausätzen Wittman Tailwind.
Während des Zweiten Weltkriegs arbeitete Wittman für das Civilian Pilot Training Program und bildete Piloten für das United States Army Air Corps aus.
Nach dem Krieg belegte er in einer Bell P-63 den achten Platz bei der Thompson Trophy. 1947 gewann Bill Brennand das erstmals stattfindende Rennen der Goodyearklasse bei den National Air Races auf einer Wittman Buster. Die Buster war ein Nachbau der Chief Oshkosh, die noch viele Rennen der Goodyear/Continental Trophy gewinnen konnte, bevor sie nach dem Rennen in Dansville, New York ausgemustert wurde. Heute ist die Maschine im National Air and Space Museum in Washington, D.C. ausgestellt.
Für die National Air Races des Jahres 1948 baute Wittman eine vollständig neue Bonzo, mit der er den dritten Platz belegte. Diese Maschine flog er in den 1950er und 1960er Jahren unter anderem bei den ersten Rennen der US-amerikanischen Meisterschaft in Reno, bis er sich 1973 aus der Formel Eins zurückzog. Diese Bonzo steht heute neben der alten Bonzo zusammen mit anderen seiner Flugzeuge im EAA Aviation Museum in Oshkosh.
Wittman war von 1931 bis 1969 Leiter des Flughafens von Oshkosh, der später nach ihm Wittman Regional Airport benannt wurde. Er war auch an der Gründung der Experimental Aircraft Association 1953 beteiligt und sorgte dafür, dass das erste jährliche Fly-In 1970 auf dem Flugplatz von Oshkosh stattfand.
Um an der 1977 neu gegründeten Rennklasse Formula V Air Racing teilzunehmen, entwickelte und baute er die Wittman V-Witt. Er flog und gewann in dieser Serie bis 1981. Seitdem erhalten die Gewinner der Formula V National Championship die Steve Wittman Trophy.
Wittman blieb der Luftfahrt sein Leben lang treu. Zur Feier seines neunzigsten Geburtstags zeigte er Kunstflugmanöver in seiner V-Witt und seiner Tailwind. Des Weiteren flog er mit Kindern des Young-Eagles-Programms in seiner Buttercup. Zu seinem neunzigsten Geburtstag erhielt er Anerkennungsschreiben von US-Präsident Bill Clinton und vom Gouverneur von Wisconsin Tommy Thompson.

## Ehen
Wittman heiratete Dorthy Rady im Jahr 1941. Er lehrte sie das Fliegen und sie begleitete ihn zu den meisten seiner Rennen. Dorthy starb 1991 und Wittman heiratete 1992 Paula Muir.

## Tod
Am 27. April 1995 starteten Wittman und seine Frau zu einem Routineflug von ihrer Winterresidenz in Ocala in Florida zu ihrer Sommerresidenz in Oshkosh. Ihre Wittman O&O stürzte fünf Meilen südlich von Stevenson in Alabama ab als sich die Bespannung der Tragflächen aufgrund unsachgemäßer Befestigung löste und ein Flattern der Querruder und der Tragflächen verursachte.

## Ehrungen
Im Jahr 1998 wurde Wittman in die Motorsports Hall of Fame of America und 2014 posthum in die National Aviation Hall of Fame aufgenommen.

## Flugzeuge
- Wittman Hardley Ableson
- Wittman Chief Oshkosh
- Wittman D-12 Bonzo
- Wittman DFA "Little Bonzo"
- Wittman Buttercup
- Wittman Big X
- Wittman Tailwind
- Wittman V-Witt